# Pagar Agung (Pulau Beringin)
Pagar Agung (Pagaragung) is een plaats en kelurahan (bestuurslaag) in het onderdistrict (kecamatan) Pulau Beringinin, regentschap Ogan Komering Ulu Selatan van de provincie Zuid-Sumatra, Indonesië. Pagar Agung telt 1074 inwoners (volkstelling 2010).